# Bruno Varela
Bruno Miguel Semedo Varela (Santo António dos Cavaleiros, 4 november 1994) is een Portugees voetballer van Kaapverdische afkomst die dienstdoet als doelman. Hij tekende in augustus 2020 een contract bij Vitória SC dat hem transfervrij overnam van Benfica.

## Clubcarrière
Varela verruilde op dertienjarige leeftijd Ponte Frielas voor Benfica. Op 22 september 2012 debuteerde hij voor Benfica B in de uitwedstrijd in de Segunda Liga tegen CD Aves (2-0 overwinning). Hij speelde vooral in het tweede team en was reserve bij het eerste team. In het seizoen 2015/16 speelde hij op huurbasis in Spanje bij Real Valladolid. Hij kreeg enkel in de laatste wedstrijd van het seizoen in de Segunda División speeltijd tegen RCD Mallorca (1-3 nederlaag).
Tijdens het seizoen 2017/18 keepte hij 29 competitiewedstrijden in de hoofdmacht van Benfica.
In het seizoen 2018/19 verloor Varela zijn basisplaats bij Benfica. Na een tegenvallend optreden van eigen reservekeeper Kostas Lamprou huurde Ajax hem vanaf januari voor de rest van het seizoen, met een optie tot koop. Bij Ajax begint hij als tweede doelman achter André Onana. In zijn eerste halve seizoen voor Ajax maakt hij nog geen speelminuten.
In seizoen 2019/20 maakte hij op 22 januari zijn officiële debuut voor Ajax, in de bekerwedstrijd tegen SV Spakenburg. Op 26 januari volgt zijn Eredivisiedebuut tegen FC Groningen. Op 20 februari verving hij de geschorste Onana in de uitwedstrijd tegen Getafe in de Europa League.

## Clubstatistieken
| Club                        | Seizoen         | Competitie       | Competitie | Competitie | Beker | Beker | League Cup | League Cup | Internationaal | Internationaal | Overig | Overig | Totaal | Totaal |
| Club                        | Seizoen         | Division         | Apps       | Goals      | Apps  | Goals | Apps       | Goals      | Apps           | Goals          | Apps   | Goals  | Apps   | Goals  |
| --------------------------- | --------------- | ---------------- | ---------- | ---------- | ----- | ----- | ---------- | ---------- | -------------- | -------------- | ------ | ------ | ------ | ------ |
| Benfica B                   | 2012/13         | Segunda Liga     | 12         | 0          | —     | —     | —          | —          | —              | —              | —      | —      | 12     | 0      |
| Benfica B                   | 2013/14         | Segunda Liga     | 38         | 0          | —     | —     | —          | —          | —              | —              | —      | —      | 38     | 0      |
| Benfica B                   | 2014/15         | Segunda Liga     | 35         | 0          | —     | —     | —          | —          | —              | —              | —      | —      | 35     | 0      |
| Valladolid                  | 2015/16         | Segunda División | 1          | 0          | —     | —     | —          | —          | —              | —              | —      | —      | 1      | 0      |
| Vitória Setúbal             | 2016/17         | Primeira Liga    | 29         | 0          | 0     | 0     | 1          | 0          | —              | —              | —      | —      | 30     | 0      |
| Benfica                     | 2017/18         | Primeira Liga    | 29         | 0          | 2     | 0     | 1          | 0          | 2              | 0              | 1      | 0      | 35     | 0      |
| Benfica                     | 2018/19         | Primeira Liga    | 0          | 0          | 0     | 0     | 0          | 0          | 0              | 0              | —      | —      | 0      | 0      |
| Ajax (huur)                 | 2018/19         | Eredivisie       | 0          | 0          | 0     | 0     | —          | —          | 0              | 0              | —      | —      | 0      | 0      |
| Ajax (huur)                 | 2019/20         | Eredivisie       | 1          | 0          | 1     | 0     | —          | —          | 1              | 0              | —      | —      | 3      | 0      |
| Jong Ajax (huur)            | 2019/20         | Eerste Divisie   | 2          | 0          | —     | —     | —          | —          | —              | —              | —      | —      | 2      | 0      |
| Vitoria SC                  | 2020/21         | Primeira Liga    | 31         | 0          | 2     | 0     | 0          | 0          | 0              | 0              | 0      | 0      | 33     | 0      |
| Carrière totaal             | Carrière totaal | Carrière totaal  | 180        | 0          | 5     | 0     | 2          | 0          | 2              | 0              | 1      | 0      | 188    | 0      |
| Bijgewerkt op 11 juli 2021. |                 |                  |            |            |       |       |            |            |                |                |        |        |        |        |

## Interlandcarrière
Varela kwam uit voor diverse Portugese nationale jeugdelftallen. Hij nam deel aan het Europees kampioenschap voetbal mannen onder 19 - 2013, het Wereldkampioenschap voetbal onder 20 - 2013, het Toulon Espoirs-toernooi 2014, het Europees kampioenschap voetbal mannen onder 21 - 2015 (tweede plaats) en de Olympische Zomerspelen 2016. In maart 2017 werd hij voor het eerst als reservedoelman opgeroepen voor het Portugees voetbalelftal.

## Erelijst
Als speler
| Competitie                    |         |         |         |         |
| Competitie                    | Aantal  | Jaren   |         |         |
| Benfica                       | Benfica | Benfica | Benfica | Benfica |
| ----------------------------- | ------- | ------- | ------- | ------- |
| Supertaça Cândido de Oliveira | 1x      | 2017    |         |         |
| Ajax                          |         |         |         |         |
| Eredivisie                    | 1x      | 2018/19 |         |         |
| KNVB beker                    | 1x      | 2018/19 |         |         |
| Johan Cruijff Schaal          | 1x      | 2019    |         |         |

1 Varela ·
2 Esgaio  a ·
3 Ilori ·
4 Figueiredo ·
5 Ié ·
6 Podstawski ·
7 Martins ·
8 Oliveira ·
9 Paciência ·
10 Fernandes  b ·
11 Agra ·
12 Pereira ·
13 Pité ·
14 Paulo Henrique ·
15 Fonseca ·
16 Ramos ·
17 Mané ·
18 Tiago Silva ·
Coach: Jorge